# Ayalum Njanum Thammil
Ayalum Njanum Thammil (en malabar: അയാളും ഞാനും തമ്മിൽ, lit. 'Between Him and Me') es una película de drama médico de la india de 2012 dirigida por Lal Jose. La película producida por Prem Prakash fue escrita por sus hijos Bobby y Sanjay. Está protagonizada por Prithviraj Sukumaran, Pratap Pothen, Narain, Samvrutha Sunil, Rima Kallingal y Remya Nambeesan.
Ayalum Njanum Thammil es la historia de un médico senior comprometido y un médico junior irresponsable. A través de su relación, se dibuja una imagen vívida de la profesión médica. La banda sonora y la partitura de fondo fueron compuestas por Ouseppachan. La película se estrenó el 19 de octubre de 2012 con gran éxito de crítica. Ganó cuatro Premios de Cine del Estado de Kerala, incluyendo Mejor Película Popular, Mejor Director y Mejor Actor para Prithviraj Sukumaran.

## Argumento
El Dr. Ravi Tharakan (Prithviraj Sukumaran) es un renombrado cirujano cardíaco que trabaja en un hospital privado. La trama comienza con una niña traumatizada que es llevada al hospital. Ravi decide operar a la niña gratis, en contra de los deseos de su padre. La niña muere durante la cirugía. Su padre y algunos políticos locales acusan a Ravi de la muerte y protestan en el hospital. Ravi se ve obligado a huir por la puerta trasera, seguido por los familiares de la niña. Tiene un accidente en el camino y desaparece sin dejar rastro. La muerte de la niña atrae la atención de los medios y la policía inicia una búsqueda exhaustiva de Ravi. La dirección del hospital limpia su nombre despidiendo a Ravi, pero la secretaria privada del presidente, Diya (Rima Kallingal) expresa su descontento por la decisión del hospital e inicia una búsqueda por su cuenta. Está muy apegada a Ravi, quien una vez la convenció de la importancia de seguir la ética en la profesión médica. Conoce al Dr. Vivek (Narain), quien es un amigo muy cercano y excompañero de clase de Ravi.
En la facultad de medicina privada donde Ravi completó su título de médico, él y Vivek estaban entre los peores estudiantes. Eran irresponsables en sus estudios y ni siquiera sabían distinguir entre los instrumentos quirúrgicos. Ravi tuvo un romance en el campus, un estudiante musulmán menor llamado Sainaba, también conocido como Sainu (Samvrutha). Después de completar el curso, a Ravi y Vivek les quedaron dos opciones: pagar la universidad por ₹5 000 000 o hacer una pasantía en un hospital del pueblo. Vivek opta por pagar. Ravi, que no puede obtener el dinero de su padre Thomas Tharakan (Prem Prakash), elige trabajar en el Redemption Hospital en Munnar, dirigido por el Dr. Samuel (Prathap Pothen), un médico altruista que, por su absoluta devoción a su profesión, vive una vida solitaria. De camino a Munnar, el auto de Ravi choca con un vehículo policial. y Ravi a su vez es acosado por SI Purushothaman (Kalabhavan Mani). Ravi presenta una denuncia y hace que el oficial sea suspendido.
Ravi inicialmente encuentra poco interesante el trabajo en el hospital, principalmente debido al intransigente Samuel, que es muy estricto. Odia la estancia solitaria en un alojamiento para el personal "parecido a una cárcel". Los únicos consuelos para Ravi son las cartas de Sainu y las llamadas telefónicas ocasionales a Vivek. Ravi pronto está acompañado por el Dr. Supriya (Remya Nambeesan), otro médico junior, que lo ayuda a desarrollar un interés en el trabajo. Sin embargo, todavía le resulta difícil adaptarse a Samuel. Algunos meses después, Samuel le informa a Ravi sobre una llamada telefónica que recibió de los padres de Sainu, quienes planean casar a Sainu con otra persona. También se le pidió a Samuel que prohibiera a Ravi reunirse con ella o llamarla. Ravi busca la ayuda de Vivek, quien en secreto hace todos los arreglos para el matrimonio de Ravi y Sainu en Cochín, pero Purushothaman detiene a Ravi en su camino a Kochi, en nombre de un control de rutina. El oficial que en realidad estaba esperando para vengar su suspensión no deja a Ravi incluso después de enterarse del matrimonio. Ravi llega tarde solo para ver el arresto domiciliario de Sainu, quien de mala gana aceptó otro matrimonio.
Este incidente sacude a Ravi por completo. Su estadía solitaria en Munnar también lo persigue, pero puede ser sincero con su trabajo. Un día, una niña es llevada al hospital en estado grave. Ravi, el único médico de turno, corre hacia ella pero decide no atender el caso después de saber que es la hija de Purushothaman. Rechaza las solicitudes del personal del hospital y otros reclusos. Ni siquiera las lágrimas vertidas por Purushothaman a sus pies son suficientes para derretir su corazón. El estado de la niña se vuelve muy grave, pero es salvada por Samuel, quien llega tiempo después. Un enojado Samuel abofetea a Ravi por su negligencia. Insultado, Ravi decide abandonar el lugar de inmediato, pero Supriya lo detiene, quien apoya la acción de Samuel. Al día siguiente, Ravi es convocado por un comité para investigar una denuncia presentada por Purushothaman. Ravi permanece en silencio durante el interrogatorio y el comité decide recomendar que el Consejo Médico cancele su reconocimiento. Sin embargo, Samuel testifica por Ravi afirmando que Ravi es inocente y dado que la niña se salvó, no surge ningún caso de negligencia médica. Este incidente y el testimonio de Samuel resulta ser una revelación para Ravi. Su actitud hacia el propósito de la vida cambia por completo y es capaz de seguirlo a lo largo de su vida posterior. Deja el Redemption Hospital después de su pasantía y se va a Su actitud hacia el propósito de la vida cambia por completo y es capaz de seguirlo a lo largo de su vida posterior. Deja el Redemption Hospital después de su pasantía y se va a Su actitud hacia el propósito de la vida cambia por completo y es capaz de seguirlo a lo largo de su vida posterior. Deja el Redemption Hospital después de su pasantía y se va aLondres para realizar sus estudios superiores, y más tarde trabaja en hospitales y se gana un nombre por su vocación de servicio.
Habiendo sabido más sobre Ravi por Vivek y Supriya, Diya llega a la conclusión de que Ravi podría haber ido a encontrarse con Samuel. La policía también lo rastrea en Munnar después de rastrear sus llamadas telefónicas. En un cementerio, se muestra a Ravi hablando con Samuel sobre la muerte de la niña, pero luego se muestra que Samuel ya no existe y que fue la noticia de la muerte de Samuel lo que llevó a Ravi a Munnar. Ravi es arrestado por la policía y llevado ante los tribunales. Es absuelto en el caso después de que la madre de la niña muerta testifica a favor de Ravi afirmando que fue a instancias de ella que Ravi optó por operar a la niña.
En la escena final, se muestra a Ravi sentado frente al Redemption Hospital, con una narración de él mismo tocando simultáneamente: "Este es el lugar donde nació el Dr. Ravi Tharakan".

## Reparto
- Prithviraj Sukumaran como Dr. Ravi Tharakan
- Prathap Pothen como el Dr. Samuel
- Narain como Dr. Vivek
- Samvrutha Sunil como Sainaba alias Sainu
- Rima Kallingal como Diya
- Remya Nambeesan como Dra. Supriya
- Swasika como Neethu
- Kalabhavan Mani como ASI Purushothaman
- Salim Kumar como Thomachan
- Prem Prakash como Thomas Tharakan
- Anil Murali como Sanjay, padre del niño muerto
- Surabhi Lakshmi como la madre del niño muerto
- Ramu
- Sukumari como Hermana Lucía
- Ambika Mohan como Mary Thomas
- Sidhartha Siva como Babuji
- Hemanth Menon como Joji
- Vijay Babu como DCP Ameer Muhammad
- Balachandran Chullikkadu como Murali, examinador externo
- Sreenath Bhasi como Rahul
- Dinesh como T. P. Ramesh (miembro)
- Deepika Mohan como Doctora
- Manju Satheesh como la esposa de Purushothaman
- Kavitha Lakshmi como madre de la víctima

## Producción
La película fue producida por Prem Prakash bajo el lema de Prakash Movie Tone y distribuida por Century Films. La diseñadora de vestuario es Sameera Saneesh, quien trabajó en películas como Ustad Hotel y Thattathin Marayathu. La audiografía fue realizada por M. R. Rajakrishnan. Raghu Ram Varma es el director asociado y Gokul Das es el director de arte. Prithviraj interpreta el papel principal con Narain. Samvrutha Sunil interpreta a la heroína principal, mientras que Rima Kallingal y Remya Nambeeshan interpretan a las heroínas secundarias. Prathap Pothan desempeña el papel del médico principal. La cinematografía está a cargo de Jomon T. John después de Thattathin Marayathu, quien ha sido un camarógrafo emergente que se destacó con su cámara 7D. La película comenzó su rodaje el 11 de julio en Shoranur. Su rodaje se reinició el 3 de agosto de 2012 en Munnar. La película muestra partes de Cochín, Thiruvalla, Kottayam, Munnar y Thrissur. Kottayam Medical College también apareció en esta película. La audiografía fue de M. R. Rajakrishnan.

## Recepción

### Respuesta de la crítica
Paresh C. Palicha de Rediff dio una crítica positiva de 3 de 5 y dijo que "Ayalum Njanum Thammil es otra película que debes ver del director Lal Jose, y Prithviraj es una ventaja adicional". "Prithviraj ha dado la mejor actuación de su carrera en Ayalum Njanum Thammil", dice Palicha.
Una reseña de The Times of India dio 3,5 sobre 5 y dijo: "Lal Jose hace que Ayalum Njanum Thammil sea muy adorable con su discreta elección del lugar, los interiores y una variedad de personajes que hacen que la película sea entrañable... La película irradia una gracia que cambia suavemente entre el pasado y el presente para revelar la vida del Dr. Ravi Tharakan (Prithviraj). Ravi Tharakan se convierte en una de las representaciones más brillantes realizadas por Prithviraj".

### Taquilla
La película se convirtió en un éxito de taquilla. La película recaudó ₹70 000 000 crore (ejecución final) de la taquilla de Kerala.

## Premios y nominaciones
| Premiación                                                         | Categoría              | Candidato                      | Resultado | Ref.   |
| ------------------------------------------------------------------ | ---------------------- | ------------------------------ | --------- | ------ |
| Premios de Cine del Estado de Kerala de 2012                       | Mejor Película         | Ayalum Njanum Thammil          | Ganador   |        |
| Premios de Cine del Estado de Kerala de 2012                       | Mejor Director         | Lal Jose                       | Ganador   |        |
| Premios de Cine del Estado de Kerala de 2012                       | Mejor Actor            | Prithviraj Sukumaran           | Ganador   |        |
| Premios de Cine del Estado de Kerala de 2012                       | Mejor Actor Comediante | Salim Kumar                    | Ganador   |        |
| Premio Internacional de Cine del Sur de la India de 2013 (malabar) | Mejor Director         | Lal Jose                       | Ganador   |        |
| Premio Internacional de Cine del Sur de la India de 2013 (malabar) | Mejor Película         | Ayalum Njanum Thammil          | Nominada  |        |
| Premio Internacional de Cine del Sur de la India de 2013 (malabar) | Mejor Actor            | Prithviraj Sukumaran           | Nominado  |        |
| Premio Internacional de Cine del Sur de la India de 2013 (malabar) | Mejor Actor de Reparto | Prathap Pothen                 | Nominado  |        |
| Premio Internacional de Cine del Sur de la India de 2013 (malabar) | Mejor Comediante       | Salim Kumar                    | Nominado  |        |
| Premio Internacional de Cine del Sur de la India de 2013 (malabar) | Mejor Compositor       | Ouseppachan                    | Nominado  |        |
| Premio Internacional de Cine del Sur de la India de 2013 (malabar) | Mejor Letrista         | Sarath Vayalar por "Azhalinte" | Nominado  |        |
| Premios Filmfare Sur de 2013 (malabar)                             | Mejor Película         | Ayalum Njanum Thammil          | Ganador   | [ 12 ] |
| Premios Filmfare Sur de 2013 (malabar)                             | Mejor Director         | Lal Jose                       | Ganador   | [ 12 ] |

## Banda sonora
Todas las letras están escritas por Vayalar Sarath Chandra Varma; toda la música está compuesta por Ouseppachan.
| N.º   | Título                                | Letras         | Música      | Cantante(s)                         | Duración |  |
| 1.    | «Azhalinte Azhangalil»                | Vayalar Sarath | Ouseppachan | Nikhil Mathew                       | 5:39     |  |
| 2.    | «Januvariyil»                         | Vayalar Sarath | Ouseppachan | Vijay Yesudas, Franco Simon, Cicily | 4:54     |  |
| 3.    | «Thulli Manjinullil»                  | Vayalar Sarath | Ouseppachan | Gayathri                            | 5:00     |  |
| 4.    | «Thulli Manjinullil» (Masculino)      | Vayalar Sarath | Ouseppachan | Najim Arshad                        | 4:55     |  |
| 5.    | «Azhalinte Azhangalil» (Femenino)     | Vayalar Sarath | Ouseppachan | Abhirami Ajai                       | 5:38     |  |
| 6.    | «Thulli Manjinullil» (Instrumental)   | ━              | Ouseppachan |                                     | 5:00     |  |
| 7.    | «Januvariyil» (Instrumental)          | ━              | Ouseppachan |                                     | 4:54     |  |
| 8.    | «Azhalinte Azhangalil» (Instrumental) | ━              | Ouseppachan |                                     | 5:39     |  |
| 39:34 |                                       |                |             |                                     |          |  |